# Bülowstrasse
Bülowstrasse är en gata i Schöneberg i Berlin. Den har sitt namn efter den preussiska generalen Friedrich Wilhelm Bülow von Dennewitz. Bülowstrasse utmärks av högbanan för tunnelbanans linje U2 och stationen Bülowstrasse i jugendstil av Bruno Möhring.
I gatans östliga slut återfinns Dennewitzplatz, som också fått sitt namn efter Friedrich Wilhelm Bülow von Dennewitz. På platsen passerade tidigare högbanan genom ett hyreshus. Huset förstördes under andra världskriget. Bülowstrasse blev plats för delar av Västberlins husockupantscen i början av 1980-talet, på Bülowstrasse 52 och 54 legaliserades husen 1984. På nr 55 utrymdes huset 1984 och nr 89 i september 1981. 